# 11970 Palitzsch
11970 Palitzsch (1994 TD) là một tiểu hành tinh vành đai chính được phát hiện ngày 4 tháng 10 năm 1994 bởi P. Sicoli và P. Ghezzi ở Sormano.